# Стэйнер, Кэри
Кэ́ри Стэ́йнер (англ. Cary Stayner; род. 13 августа 1961 года) — американский серийный убийца, приговорённый к смертной казни за убийство в 1999 году четырёх женщин в штате Калифорния. Между февралём и июлем 1999 года он убил четырёх женщин — Кэрол Санд, её дочь Джулию Санд, их компаньонку по отдыху Сильвину Пелоссо и сотрудницу Йосемитского национального парка Джои Армстронг.

## Детство. Семья Стэйнер
У Кэри Стэйнера, как и у многих других серийных убийц, было тяжёлое детство. Он родился в многодетной семье, где, кроме него, были ещё три сестры и младший брат Стивен Стэйнер, с которым Кэри делил одну комнату. Их отец Дэлберт Стэйнер работал техником на консервном заводе. Во время уборки урожая он ходил на работу шесть раз в неделю, а его смена длилась по 18 часов, поэтому в основном воспитанием детей занималась мать Стэйнера — Кэй. Когда Кэй училась в младших классах, родители отдали её в католическую школу-интернат, где она подверглась физическому и эмоциональному насилию. Возможно, из-за этого она редко демонстрировала привязанность к собственным детям. Она заботилась только о том, чтобы они были накормлены и одеты, но особую нежность никогда не проявляла.
В трёхлетнем возрасте Кэри лечили от навязчивого психического расстройства — он вырывал на себе волосы. Когда его арестовали, это расстройство снова повторилось.

## Стивен Стэйнер
В 1972 году растлитель несовершеннолетних Кеннет Парнелл похитил младшего брата Кэри Стивена Стэйнера (1965—1989). Только спустя семь лет Стивену удалось сбежать и вернуться домой. Он помнил своих родителей, но не признавал брата и сестёр. «Я думаю, это задело Кэри», — говорил сосед Стэйнеров Майкл Колмен.
«Мы не были в хороших отношениях после того, как он вернулся. Стив получал подарки, одежду, внимание… Я думаю, я завидовал. Можно сказать, я был отодвинут на второе место» — рассказывал Кэри. По воспоминаниям соседа, однажды Кэй накрыла обеденный стол и вернулась к кухонной плите. Стивен заметил, что она забыла поставить ещё один прибор. «Кому?» — спросила она. Стивен показал на брата. «Ах, да, Кэри..» — сказала мать.
Ещё одна соседка Стэйнеров — Виктория — говорила, что Кэри был очень расстроен из-за всего того внимания, которое получал Стивен.
В то время Кэри рисовал в блокноте обнажённых девочек. Он рассказывал о том, как в своих фантазиях убивает людей. Часто у него случались вспышки гнева. А ещё он клялся, что видел Снежного человека.
В 1979 году одноклассники признали его самым творческим в классе. Многие думали, что он мог бы стать художником или мультипликатором. Но он оставался известен как брат похищенного ребёнка.
В 1997 году Стэйнер устроился на работу мастером в мотель неподалёку от Йосемитского национального парка.

## Убийства
В феврале 1999 года Кэри Стэйнер проходил мимо дома туристок Йосемитского национального парка. В окно он увидел, что две девушки смотрели телевизор, а женщина читала. Их домик был расположен вдали от других, и никто бы не услышал их крики. Стэйнер убедил Кэрол Санд, что пришел проверить, не протекает ли ванна. Она впустила его, и он выстрелил из оружия. Тела убитых были найдены в багажнике их арендованной машины, сожжённой в лесу, более чем через месяц после того, как они пропали. Тем временем Кэри совершил четвёртое убийство.
Кэри Стэйнер был опрошен полицией по поводу первых трёх убийств и отпущен, так как не являлся серьёзным подозреваемым. Однако, когда четвёртое тело было найдено, его допросили снова. Грузовик Кэри досмотрели, и в нём следователи нашли доказательства того, что именно Стэйнер убил четвёртую жертву. После этого Кэри Стэйнер признался, что именно он убил всех четырёх женщин.

## Арест и суд
Когда его дело направили в суд, Кэри Стэйнер не признал себя виновным, ссылаясь на психическое расстройство. Однако его признали вменяемым, и присяжные в 2001 году вынесли обвинительный вердикт по четырём пунктам убийств с отягчающими обстоятельствами. В 2002 году Стэйнера приговорили к смертной казни.
Поданная серийным убийцей апелляция по замене приговора была отклонена в декабре 2018 года.